# Le Rousset
Le Rousset är en kommun i departementet Saône-et-Loire i regionen Bourgogne-Franche-Comté i östra Frankrike. Kommunen ligger i kantonen La Guiche som tillhör arrondissementet Charolles. År 2018 hade Le Rousset 224 invånare.

## Befolkningsutveckling
Antalet invånare i kommunen Le Rousset
| Referens: INSEE |